# 自衛隊岡山地方協力本部
自衛隊岡山地方協力本部（じえいたいおかやまちほうきょうりょくほんぶ、Okayama Provincial Cooperation Office）は、岡山県岡山市北区下石井1丁目4番1岡山第2合同庁舎内に所在する、自衛隊地方協力本部のひとつ。陸・海・空自衛隊共同の機関だが、通常は陸上自衛隊の中部方面総監の指揮監督下にある。管轄する地域における防衛省・自衛隊の総合窓口として岡山県管内で活動する。
2013年には自衛隊に親しみを持ってもらうため、岡山県出身であるイラストレーター島田フミカネに依頼し公式キャラクターを製作した。

## 沿革
- 1956年（昭和31年）8月1日 - 自衛隊岡山地方連絡部が編成される
- 2006年（平成18年）7月31日 - 自衛隊岡山地方協力本部に改編される

## 出先機関
- 岡山募集案内所　担当地区：岡山市、玉野市、備前市、瀬戸内市、赤磐市、和気町
- 倉敷地域事務所　担当地区：倉敷市、笠岡市、浅口市、早島町、里庄町
- 高梁地域事務所　担当地区：井原市、総社市、高梁市、新見市、吉備中央町、矢掛町
- 津山出張所　担当地区：真庭市、津山市、美作市、新庄村、鏡野町、勝央町、奈義町、西粟倉村、久米南町、美咲町

## 主要幹部
| 官職名                   | 階級    | 氏名     | 補職発令日     | 前職                           |
| ------------------------ | ------- | -------- | -------------- | ------------------------------ |
| 自衛隊岡山地方協力本部長 | 1等陸佐 | 小松隆司 | 2025年08月01日 | 訓練評価支援隊評価分析支援科長 |

| 代 | 階級    | 氏名       | 在職期間                        | 出身校・期                     | 前職                                                  | 後職                                    |
| -- | ------- | ---------- | ------------------------------- | ------------------------------ | ----------------------------------------------------- | --------------------------------------- |
| 01 | 2等陸佐 | 矢部陟成   | 1956年08月01日 - 1959年02月25日 | 吉備商業                       |                                                       |                                         |
| 02 | 1等陸佐 | 大横田勉   | 1959年02月26日 - 1962年03月15日 | 明治大学 昭和11年卒            | 防衛大学校訓練部指導教官                              | 中部方面総監部厚生課長                  |
| 03 | 1等陸佐 | 小林忠男   | 1962年03月16日 - 1964年03月15日 | 陸士46期                       | 福岡駐とん地業務隊長                                  | 自衛隊山口地方連絡部長                  |
| 04 | 1等陸佐 | 丸山茂樹   | 1964年03月16日 - 1968年03月15日 | 陸士50期・ 陸大59期            | 陸上幕僚監部輸送課総括班長                            | 陸上自衛隊九州地区補給処副処長          |
| 05 | 1等陸佐 | 関金郎     | 1968年03月16日 - 1970年03月15日 | 陸経2期                        | 自衛隊東京地方連絡部副部長                            | 調達実施本部連絡調整官                  |
| 06 | 1等陸佐 | 磯部一徃   | 1970年03月16日 - 1972年03月15日 | 陸士55期                       | 東部方面会計隊長                                      | 陸上自衛隊会計監査隊副隊長              |
| 07 | 1等陸佐 | 藤森哲雄   | 1972年03月16日 - 1973年07月31日 | 陸士58期                       | 第45普通科連隊長                                      | 陸上自衛隊幹部学校研究員                |
| 08 | 事務官  | 吉田秀男   | 1973年08月01日 - 1975年09月04日 | 中央大学 昭和18年卒            | 防衛大学校総務部会計課長                              | 自衛隊中央病院総務部長                  |
| 09 | 1等陸佐 | 福冨成次   | 1975年09月05日 - 1977年07月31日 | 陸航士59期                     | 中部方面総監部第1部勤務                               | 中部方面総監部総務課勤務                |
| 10 | 1等陸佐 | 中島孝     | 1977年08月01日 - 1979年07月31日 | 関西大学 昭和29年卒            | 中部方面総監部総務課勤務                              | 中部方面総監部人事部厚生課長            |
| 11 | 1等陸佐 | 岡田平     | 1979年08月01日 - 1981年07月31日 | 中央大学 昭和31年卒            | 防衛研修所所員                                        | 中部方面総監部人事部募集課長            |
| 12 | 1等陸佐 | 名雪康之亮 | 1981年08月01日 - 1983年07月31日 | 中央大学 昭和31年卒            | 日本原駐とん地業務隊長                                | 中部方面総監部調査部資料課長            |
| 13 | 1等陸佐 | 矢吹隼作   | 1983年08月01日 - 1985年08月07日 | 防大1期                        | 陸上自衛隊幹部学校教育部教務課長                      | 相馬原駐屯地業務隊長                    |
| 14 | 1等陸佐 | 佐藤十郎   | 1985年08月08日 - 1987年07月31日 | 防大2期                        | 陸上自衛隊幹部学校主任教官                            | 相馬原駐屯地業務隊長                    |
| 15 | 1等陸佐 | 大神利光   | 1987年08月01日 - 1990年03月15日 | 福岡大学 昭和35年卒            | 第12特科連隊長 兼 宇都宮駐屯地司令                    | 東部方面総監部勤務                      |
| 16 | 1等陸佐 | 伊東寛治   | 1990年03月16日 - 1992年03月15日 | 防大8期                        | 第4特科連隊長 兼 久留米駐屯地司令                     | 陸上自衛隊幹部学校主任教官              |
| 17 | 1等陸佐 | 泉芳憲     | 1992年03月16日 - 1994年03月22日 | 防大8期                        | 東部方面総監部人事部長                                | 陸上自衛隊幹部学校主任教官              |
| 18 | 1等陸佐 | 石岡久彌   | 1994年03月23日 - 1996年03月31日 | 防大11期                       | 統合幕僚会議事務局第3幕僚室 指揮調整班長              | 防衛研究所主任研究官                    |
| 19 | 1等陸佐 | 赤松修三   | 1996年04月01日 - 1998年03月31日 | 防大13期                       | 第40普通科連隊長 兼 小倉駐屯地司令                    | 守山駐屯地業務隊長                      |
| 20 | 1等陸佐 | 中村俊範   | 1998年04月01日 - 2000年03月31日 | 九州大学 昭和49年卒            | 陸上幕僚監部教育訓練部 教育課学校第2班長              | 防衛研究所主任研究官                    |
| 21 | 1等陸佐 | 鎌田正広   | 2000年04月01日 - 2002年07月31日 | 防大21期                       | 陸上幕僚監部人事部厚生課厚生班長                      | 情報本部                                |
| 22 | 1等陸佐 | 越川嘉明   | 2002年08月01日 - 2004年03月31日 | 防大21期                       | 第8特科連隊長                                         | 陸上自衛隊富士学校企画室長              |
| 23 | 1等陸佐 | 宇佐美真   | 2004年04月01日 - 2005年12月04日 | 防大25期                       | 陸上幕僚監部人事部援護業務課 総括班長                 | 東部方面航空隊長 兼 立川駐屯地司令      |
| 24 | 1等陸佐 | 藤本卓美   | 2005年12月05日 - 2007年03月31日 | 防大27期                       | 陸上幕僚監部教育訓練部 教育訓練計画課器材・演習場班長 | 第11普通科連隊長                        |
| 25 | 1等陸佐 | 武政賢一   | 2007年04月01日 - 2008年07月31日 | 防大26期                       | 第72戦車連隊長                                        | 第1師団司令部幕僚長                     |
| 26 | 1等陸佐 | 佐々木茂   | 2008年08月01日 - 2010年03月25日 | 防大26期                       | 第6特科連隊長 兼 郡山駐屯地司令                       | 東北方面特科隊副隊長                    |
| 27 | 1等陸佐 | 吉永幸男   | 2010年03月26日 - 2012年03月31日 | 防大28期                       | 統合幕僚監部総務部 人事教育課人事室長                 | 西部方面総監部監察官                    |
| 28 | 1等陸佐 | 楠見晋一   | 2012年04月01日 - 2014年03月27日 | 防大33期                       | 陸上幕僚監部運用支援・情報部 情報課地域情報班長       | 東部方面総監部人事部長                  |
| 29 | 1等陸佐 | 松尾幸成   | 2014年03月28日 - 2015年11月30日 | 生徒25期・ 東洋大学 昭和63年卒 | 第1師団司令部第3部長                                  | 第1特科群長                             |
| 30 | 1等陸佐 | 立石健一   | 2015年12月01日 - 2018年03月22日 | 防大31期                       | 陸上自衛隊研究本部主任研究開発官                      | 北熊本駐屯地業務隊長                    |
| 31 | 1等陸佐 | 山根直樹   | 2018年03月23日 - 2020年03月15日 | 防大31期                       | 東北方面混成団副団長                                  | 伊丹駐屯地業務隊長                      |
| 32 | 1等陸佐 | 緒方義大   | 2020年03月23日 - 2022年03月13日 | 防大39期                       | 陸上幕僚監部人事教育部厚生課 家族支援班長             | 東北方面指揮所訓練支援隊長              |
| 33 | 1等陸佐 | 谷坂忠俊   | 2022年03月14日 - 2024年03月17日 | 防大40期                       | 第7高射特科連隊長 兼 静内駐屯地司令                   | 防衛装備庁長官官房装備開発官付 総括室長 |
| 34 | 1等陸佐 | 山口行徳   | 2024年03月18日 - 2025年07月31日 | 防大38期                       | 中部方面総監部総務部総務課長                          | 陸上自衛隊九州補給処総務部長            |
| 35 | 1等陸佐 | 小松隆司   | 2025年08月01日 -                |                                | 訓練評価支援隊評価分析支援科長                        |                                         |